# Newtro
Newtro – piąty minialbum południowokoreańskiej grupy DIA, wydany 19 marca 2019 roku przez wytwórnię MBK Entertainment. Płytę promował singel „Woowa” (kor. 우와). Sprzedał się w nakładzie 10 576 egzemplarzy (stan na maj 2019 r.).

## Lista utworów
| CD | CD                                               | CD                                             | CD                                             | CD                                  | CD      |
| Nr | Tytuł utworu                                     | Tekst                                          | Kompozycja                                     | Aranżacja                           | Długość |
| -- | ------------------------------------------------ | ---------------------------------------------- | ---------------------------------------------- | ----------------------------------- | ------- |
| 1. | „Woowa” (kor. 우와)                              | Shinsadong Tiger, Beomi, Nangi                 | Shinsadong Tiger, Beomi, Nangi                 | Shinsadong Tiger                    | 3:30    |
| 2. | „Anhallae” (kor. 만할래, ang. No)                | Shinsadong Tiger, Room102, v!ve, Shin Min-jung | Shinsadong Tiger, Room102, v!ve, Shin Min-jung | Shinsadong Tiger                    | 3:22    |
| 3. | „5 bunman” (kor. 5분만, ang. 5 More Minutes)     | Peter Pan, Huihyeon                            | Peter Pan, Huihyeon, Lee Jun-hwan, Rubatov     | Lee Jun-hwan, Rubatov, Kim Hoe-geon | 3:28    |
| 4. | „Sontobdal (Crescendo)” (kor. 손톱달(Crescendo)) | Jueun, Yebin                                   | Jueun, Yebin, Flame                            | Flame                               | 3:42    |
| 5. | „Woowa” (kor. 우와) (Instr.)                     |                                                | Shinsadong Tiger, Beomi, Nangi                 | Shinsadong Tiger                    | 3:30    |

## Notowania
| Lista                   | Pozycja |
| ----------------------- | ------- |
| Gaon Weekly Album Chart | 8       |
| Five Music (Tajwan)     | 14      |